# قطعنامه ۲۵۱ شورای امنیت
قطعنامه ۲۵۱ شورای امنیت سازمان ملل متحد که در تاریخ ۲ مهٔ ۱۹۶۸ تصویب شد، سندی بین‌المللی دربارهٔ وضعیت خاورمیانه است. این قطعنامه طی نشست ۱۴۲۰ام
با ۱۵ موافق،۰ مخالف و۰ ممتنع تصویب شد.